# (Butirosin acil-nosilac protein)—L-glutamat ligaza
(Butirosin acil-nosilac protein)—-glutamat ligaza (EC 6.2.1.39, (BtrI acil-nosilac protein)—-glutamat ligaza, BtrJ) je enzim sa sistematskim imenom (BtrI acil-nosilac protein):L-glutamat ligaza (formira ADP). Ovaj enzim katalizuje sledeću hemijsku reakciju
(1) ATP + -glutamat + BtrI acil-nosilac protein {\displaystyle \rightleftharpoons } ADP + fosfat + L-glutamil-[BtrI acil-nosilac protein]
(2) ATP + -glutamat + 4-amino butanoil-[BtrI acil-nosilac protein] {\displaystyle \rightleftharpoons } ADP + fosfat + 4-(gama-L-glutamilamino)butanoil-[BtrI acil-nosilac protein]
Ovaj enzim katalizuje dva koraka u biosintezi bočnog lanca aminoglikozidnih antibiotika iz butirozinske familije.

## Literatura
- Nicholas C. Price; Lewis Stevens (1999). Fundamentals of Enzymology: The Cell and Molecular Biology of Catalytic Proteins (Third изд.). USA: Oxford University Press. ISBN 019850229X.
- Eric J. Toone (2006). Advances in Enzymology and Related Areas of Molecular Biology, Protein Evolution (Volume 75 изд.). Wiley-Interscience. ISBN 0471205036.
- Branden C; Tooze J. Introduction to Protein Structure. New York, NY: Garland Publishing. ISBN 0-8153-2305-0.
- Irwin H. Segel. Enzyme Kinetics: Behavior and Analysis of Rapid Equilibrium and Steady-State Enzyme Systems (Book 44 изд.). Wiley Classics Library. ISBN 0471303097.

## Spoljašnje veze
- (butirosin+acyl-carrier+protein)-L-glutamate+ligase на 